# I. e. 349
Évszázadok: i. e. 5. század – i. e. 4. század – i. e. 3. század
Évtizedek: i. e. 390-es évek – i. e. 380-as évek – i. e. 370-es évek – i. e. 360-as évek – i. e. 350-es évek – i. e. 340-es évek – i. e. 330-as évek – i. e. 320-as évek – i. e. 310-es évek – i. e. 300-as évek – i. e. 290-es évek
Évek: i. e. 354 – i. e. 353 – i. e. 352 – i. e. 351 –  i. e. 350 – i. e. 349 – i. e. 348 – i. e. 347 – i. e. 346 – i. e. 345 – i. e. 344

## Események

### Perzsa Birodalom
- A perzsák leverik a ciprusi felkelést és ostrom alá veszik a fellázadt Szidónt.

### Görögország
- II. Philipposz makedón király megbetegszik; miután felgyógyul, figyelmét a maradék, Athénnel szövetséges makedóniai városra irányítja; különösen Olünthoszra, amely befogadta trónkövetelő féltestvéreit, Arrhidaioszt és Menelaoszt. Athén segítséget nyújt nekik, Démoszthenész pedig megtartja olünthoszi beszédét (a filippikák részeként).

## Róma
- Consullá választják Lucius Furius Camillust és Appius Claudius Crassus Inregillensist; utóbbi hivatali ideje alatt meghalt. Camillus a fosztogató gallok ellen vonul. A csata előtt Marcus Valerius Corvus párviadalban legyőzi a gall bajnokot; a legenda szerint egy holló telepedett a sisakjára majd támadta meg a gall szemeit. A csatában a rómaiak győznek. Camillus ezután a görög kalózok ellen indult; távollétében Titus Manlius Torquatust dictatorrá választották az új consuli választások lebonyolítására.

## Halálozások
- I. Leukón boszporoszi király

## Fordítás
- Ez a szócikk részben vagy egészben  a(z)   349 v. Chr. című német Wikipédia-szócikk ezen változatának fordításán alapul.  Az eredeti cikk szerkesztőit annak laptörténete sorolja fel. Ez a jelzés csupán a megfogalmazás eredetét és a szerzői jogokat jelzi, nem szolgál a cikkben szereplő információk forrásmegjelöléseként.